# The Kid (película de 1921)
The Kid (El chico, El muchacho, El chicuelo o El pibe, según el país de habla hispana) es una película muda estadounidense de 1921 del género de comedia dramática escrita, producida, dirigida y protagonizada por Charles Chaplin, siendo este su primer largometraje. En ella, destacó el pequeño Jackie Coogan como uno de los dos actores principales y como estrella infantil.
En 1971, Chaplin compuso una banda sonora para la película y suprimió 15 minutos de escenas que consideraba muy sentimentales para el reestreno de 1972.
En el 2011, la película fue considerada «cultural, histórica y estéticamente significativa» por la Biblioteca del Congreso de Estados Unidos y seleccionada para su conservación en el National Film Registry.

## Argumento
Una mujer joven, Edna, acaba de dar a luz a un hijo que no quería. Con el dolor de su alma, decide dejar al niño dentro del elegante automóvil de cierta familia adinerada, junto a una nota en la que brevemente le pide que se haga cargo de su hijo. Pero unos delincuentes que  roban el auto dejan al bebé abandonado en la esquina de un barrio marginal. Es allí donde lo encuentra un alegre, despreocupado e inocente vagabundo, quien, si bien en varias ocasiones intenta deshacerse de semejante responsabilidad, se compadece de él y decide adoptarlo y asumir su crianza. 
El niño John y el vagabundo sobreviven mediante divertidas pillerías, viviendo pobremente en un suburbio, pero a la vez tranquilos y felices.
Edna, que se ha convertido en una famosa y adinerada actriz, intenta mitigar en parte el constante dolor de haber perdido a un hijo, y suele ir a los suburbios para repartir juguetes entre los niños pobres; entre ellos, está el chico. Cuando Edna ve a John no lo reconoce, pero envía a un médico, porque el niño estaba enfermo, quien a su vez llama a los funcionarios del hospicio para llevárselo, a tal punto llega la arrogancia del jefe del hospicio que considera al vagabundo indigno que le dirija la palabra haciéndolo a través de su adjunto, el vagabundo se resiste exitosamente para recuperar a John y pasan la noche en un dormitorio público, pero el administrador descubre que buscan a John bajo recompensa y lo lleva discretamente al precinto.
Al día siguiente, Edna regresa a la pensión, donde encuentra al médico, quien le entrega a ella la nota que Chaplin había guardado por tanto tiempo como único antecedente de los orígenes de John, se da cuenta de que se trata del mismo niño que perdió y lo recupera en el precinto. Finalmente, Edna y el Chico se reencuentran como madre e hijo, y Chaplin, tras ser recogido por un policía, es invitado a vivir con ellos en su lujosa casa; curiosamente, la misma casa en que años antes había dejado a su hijo dentro del automóvil.

## Reparto
- Charlie Chaplin: el vagabundo.

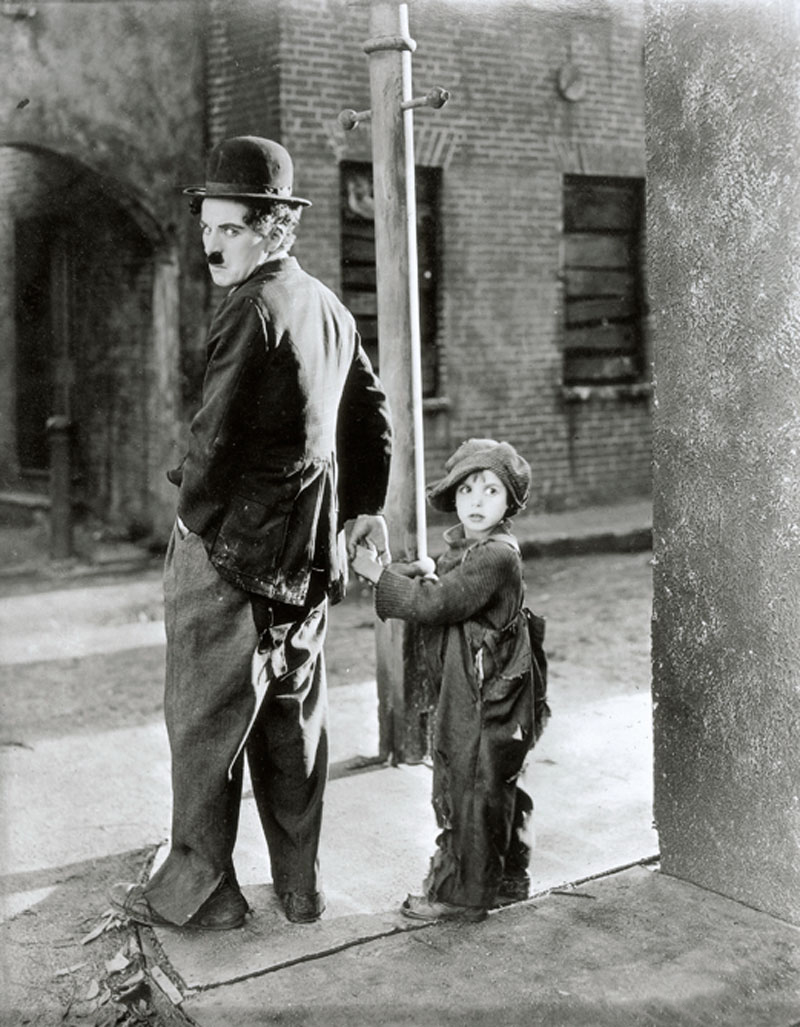
Charles Chaplin y Jackie Coogan en otra foto publicitaria de la película.

- Edna Purviance: la madre del chico.
- Jackie Coogan:[nota 1] el chico.
- Carl Miller: el padre del chico.
- Tom Wilson: el policía.

Sin acreditar
- Henry Bergman: el guardián nocturno / el Profesor Guido.
- Charles Reisner: el matón del barrio.
- Raymond Lee:[nota 2] el hermano pequeño del matón.
- Lita Grey:[nota 3] el ángel de la tentación.
- Jules Hanft:[nota 4] el médico rural.
- Jack Coogan, Sr.:[nota 5] el carterista, un invitado en la fiesta y el diablo en la secuencia onírica.[5]
- Esther Ralston (como figurante): una mujer que hay en el Cielo.
- Albert Austin: un hombre que hay en el refugio / el ladrón de coches.

## Contexto
Chaplin se inspiró en la crudeza de su infancia y en la reciente muerte de su hijo, que había nacido prematuro. Fue una película excepcional en la que plasmó mucho de sí mismo. Se incluyeron muchos efectos especiales novedosos para la época. Otro dato interesante, pero a la vez desilusionante, es el alcoholismo de Edna Purviance. Solía llegar tan ebria a los rodajes que en muchas oportunidades Chaplin pensó en reemplazarla por otra actriz, Lita Grey, que había sido su esposa por haberse quedado embarazada de él, aunque se divorciaron poco después. En la escena del sueño del vagabundo, Grey interpreta al ángel de la tentación.